# Championnat National 2006-2007 (Algeria)
Il Campionato algerino di calcio 2006-07 è stato il 45º campionato algerino di calcio. Cominciato il 10 agosto, è terminato l'11 giugno.

## Squadre partecipanti
| Società               | Città              | Stadio                      |
| --------------------- | ------------------ | --------------------------- |
| ASM Oran              | Orano              | Stade Habib Bouakeul        |
| ASO Chlef             | Chlef              | Boumezrag Mohamed Stadium   |
| CA Batna              | Batna              | Stade 1er Novembre 1954     |
| CA Bordj Bou Arreridj | Bordj Bou Arreridj | Stade 20 Août 1955          |
| CR Belouizdad         | Algeri             | Stade 20 Août 1955          |
| ES Sétif              | Sétif              | Stade 8 Mai 1945            |
| JS Kabylie            | Tizi Ouzou         | Stade 1er Novembre          |
| JSM Béjaïa            | Bugia              | Stade de l'Unité Maghrébine |
| MC Alger              | Algeri             | Stade 5 Juillet 1962        |
| MC Oran               | Orano              | Stade Ahmet Zabana          |
| NA Hussein Dey        | Algeri             | Stade Frères Zioui          |
| OMR El Anasser        | Algeri             | Stade 20 Août 1955          |
| Paradou AC            | Algeri             | Stade Ould Moussa Saïda     |
| USM Alger             | Algeri             | Omar Hammadi Stadium        |
| USM Blida             | Blida              | Stade Mustapha Tchaker      |
| WA Tlemcen            | Tlemcen            | Stade Akit Lotfi            |

## Classifica finale
|  |     | Classifica finale 2006-2007 | Pti | G  | V  | N  | P  | GF | GS | DR  |
|  | --- | --------------------------- | --- | -- | -- | -- | -- | -- | -- | --- |
|  | 1.  | ES Sétif                    | 54  | 30 | 15 | 9  | 6  | 32 | 19 | +13 |
|  | 2.  | JS Kabylie                  | 52  | 30 | 14 | 10 | 6  | 33 | 20 | +13 |
|  | 3.  | JSM Béjaïa                  | 49  | 30 | 13 | 10 | 7  | 30 | 19 | +11 |
|  | 4.  | USM Alger                   | 47  | 30 | 13 | 8  | 9  | 32 | 25 | +7  |
|  | 5.  | ASO Chlef                   | 46  | 30 | 12 | 10 | 8  | 29 | 22 | +7  |
|  | 6.  | MC Oran                     | 42  | 30 | 12 | 6  | 12 | 28 | 25 | +3  |
|  | 7.  | NA Hussein Dey              | 41  | 30 | 11 | 8  | 11 | 27 | 33 | -6  |
|  | 8.  | CA Bordj Bou Arreridj       | 40  | 30 | 12 | 4  | 14 | 24 | 38 | -14 |
|  | 9.  | USM Blida                   | 39  | 30 | 9  | 12 | 9  | 33 | 28 | +5  |
|  | 10. | CR Belouizdad               | 39  | 30 | 11 | 6  | 13 | 34 | 37 | -3  |
|  | 11. | MC Alger                    | 38  | 30 | 8  | 14 | 8  | 34 | 30 | +4  |
|  | 12. | WA Tlemcen                  | 38  | 30 | 10 | 8  | 12 | 24 | 32 | -8  |
|  | 13. | OMR El Anasser              | 36  | 30 | 9  | 9  | 12 | 33 | 35 | -2  |
|  | 14. | Paradou AC                  | 34  | 30 | 8  | 10 | 12 | 31 | 32 | -1  |
|  | 15. | ASM Oran                    | 27  | 30 | 5  | 12 | 13 | 28 | 38 | -10 |
|  | 16. | CA Batna                    | 27  | 30 | 7  | 6  | 17 | 28 | 47 | -19 |

### Verdetti
- ES Sétif campione d'Algeria 2006-2007 e qualificata in Champions League 2008 e Champions league araba 2007-2008.
- JS Kabylie qualificata in Champions League 2008.
- JSM Béjaïa e MC Alger (in quanto vincitrice della Coppa d'Algeria) qualificate in Coppa della Confederazione CAF 2008.
- USM Alger qualificata in Champions League araba 2007-2008.
- Paradou AC, ASM Oran e CA Batna retrocesse in Seconda Divisione algerina 2007-2008.

Checik Oumar Dabo (JS Kabylie) campione dei marcatori (17 reti).